# ウィンズ・フェアグラウンド
『ウィンズ・フェアグラウンド』（WINDS FAIRGROUND）は、1999年2月20日に発売されたソウル・フラワー・ユニオンの4枚目のアルバム。

## 解説
オリジナル・アルバムとしては3年ぶりの作品。その間、メンバーの加入・脱退劇があり、ソウル・フラワー・モノノケ・サミットの活動、中川敬のソロ・ユニットであるソウルシャリスト・エスケイプ、そこから派生して、ソウル・フラワー・ウィズ・ドーナル・ラニー・バンドなど、充実した活動を送っていた。
実際、本作は『ロスト・ホームランド』『マージナル・ムーン』の流れを受け、共同プロデューサーにドーナル・ラニー、演奏にアルタン、キーラを迎え、アイリッシュ・トラッド色の濃いアルバムになった。また、本作では珍しくメンバー全員が曲作りに参加している。
収録曲「青天井のクラウン」は、NHK『みんなのうた』で使用されていた。
なお、アルバム・ジャケットは、音楽写真家石田昌隆によるアイルランド・ダブリンでの写真である。

## 収録曲
1. 風の市 KAZE NO ICHI (WINDS FAIRGROUND)
2. 忘れられた男 FORGOTTEN MAN
3. ロンドン・デリー LONDON DERRY
4. ホライズン・マーチ HORIZON MARCH
5. イデアのアンブレラ IDEE'S UMBRELLA
6. イーチ・リトル・シング EACH LITTLE THING
7. 戦火のかなた SENKA NO KANATA (BEYOND THE FLAMES)
8. ヤポネシアの赤い空 RED SKY OF JAPONESIA
9. 恋のパールハーバー PEARL HARBOR OF LOVE
10. マージナル・サーフ MARGINAL SURF
11. ブルー・マンデー・パレード BLUE MONDAY PARADE
12. 太陽に灼かれて
13. 青天井のクラウン CROWN UNDER THE SKY

## 備考
- M-3 ジュリアン・クレール「London-Derry」カバー（日本語詞：竹田賢一）
- M-6 1998年12月2日発売のリード・シングル。シャロン・シャノン「Each Little Thing」カバー（日本語詞：伊丹英子＆中川敬）
- M-13 1999年1月21日にシングル・カット。NHK「みんなのうた」。